# إدوين أينشتاين
إدوين أينشتاين هو سياسي أمريكي، ولد في 18 نوفمبر 1842 في سينسيناتي في الولايات المتحدة، وتوفي في 24 يناير 1905 في نيويورك في الولايات المتحدة. نشط حزبياً في الحزب الجمهوري. وقد انتخب عضو مجلس النواب الأمريكي ‏.